# دانشنامه تمدن اسلامی در قرون وسطی
دانشنامه تمدن اسلامی در قرون وسطی (به انگلیسی: Medieval Islamic civilization: an encyclopedia) دانشنامه‌ای است پیرامون تمدن اسلامی در دوران قرون وسطی. این دانشنامه به ویراستاری و سرپرستی یوسف ولید مرعی و جری باکاراک و با مشارکت تعدادی از محققان و استادان تالیف و توسط انتشارات روتلج در سال ۲۰۰۶ منتشر شده‌است.
بر روی جلد این دانشنامه تصویری از یک نسخه شاهنامه که متضمن مینیاتور و اشعاری از فردوسی درباره پادشاهی کیخسرو است دیده می شود.